# Alonso de Idiáquez de Butrón y Múgica
Alonso de Idiáquez de Butrón y Múgica, duque de Ciudad Real (San Sebastián, 14 de fevereiro de 1565 - Milão, 27 de setembro de 1618) foi Vice-rei de Navarra. Exerceu o vice-reinado de Navarra entre 1610 e 1618. Antes dele o cargo foi exercido por João de Cardona. Seguiu-se-lhe Felipe Ramírez de Arellano e Zúñiga.